# Murakami (cesarz)
Cesarz Murakami (jap. 村上天皇 Murakami tennō; ur. 926 –  zm. 967) – 62. cesarz Japonii, według tradycyjnego porządku dziedziczenia.
Murakami panował w latach 946-967.
Mauzoleum cesarza Murakami znajduje się w Kioto. Nazywa się ono Murakami no misasagi.